# Guatteria trichoclonia
Guatteria trichoclonia là loài thực vật có hoa thuộc họ Na. Loài này được Diels mô tả khoa học đầu tiên năm 1931.